# Плиска Максим Никифорович
Плиска Максим Никифорович — український літописець та поет середини XVIII століття. Вихованець Києво-Могилянської академії.

## Біографія
Був священиком Київського Свято-Вознесенського монастиря. Після ліквідації монастиря 1706 у зв'язку з будівництвом Печерської фортеці) став ієромонахом Київського Свято-Флорівського Вознесенського монастиря на Подолі.
Автор і упорядник рукописного збірника історичного змісту (1763). До складу збірника входив один зі списків «Літопису Граб'янки», доповнений описом подій 1709–1713, які стосуються історії Києва. В історіографії деякий час цей список вважався за окремий твір «Літопис Плиски», або «Флорівський літопис». Складовими збірника також стали історичні твори «Сказаніе о первой баталіи с турками и военных действіях против турок и татар 1736 году», «Повесть о взятіи преславного турецкого города Хотина», написані на основі документальних матеріалів часів російсько-турецької війни 1735–1739.
Автор віршованих історичних наративів «Писец до себе», «Слово до чителника», «Сказаніе о Малой России и о бедах ее бывших». В основу останнього покладений текст «Літопису Граб'янки».